# Tylodinidae
Famille
Les Tylodinidae forment une famille de mollusques hétérobranches de l'ordre des Umbraculida.

## Liste des genres
Selon World Register of Marine Species (10 décembre 2018) :
- genre Anidolyta Willan, 1987
- genre Tylodina Rafinesque, 1814